# Minéral organique

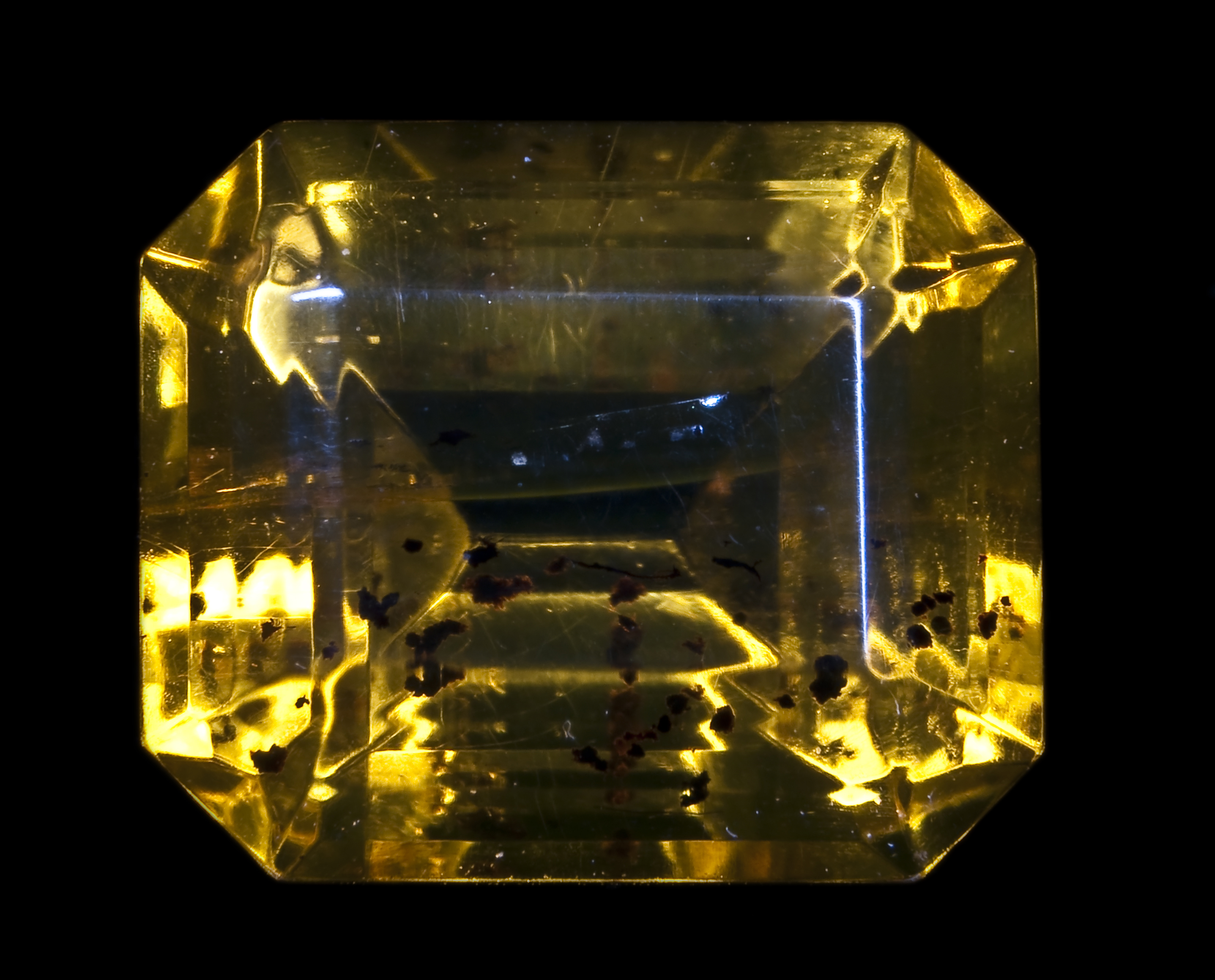
Gemme de Mellite de Hongrie

Un minéral organique est un composé organique sous forme minérale, ce qui signifie qu'ils contiennent du carbone. Les composés organiques sont définis comme tout composé contenant du carbone, à l'exception de quelques composés simples découverts avant 1828. Les minéraux organiques se classent en trois catégories : les hydrocarbures (ne contenant que de l'hydrogène et du carbone), les sels d'acides organiques et divers. Ces minéraux sont rares et ont tendance à se former dans des conditions très spécifiques, comme les cactus fossilisés ou le guano de chauve-souris. Les minéralogistes, en utilisant des modèles statistiques, estiment qu'il existe davantage d'espèces minérales organiques encore non découvertes que d'espèces connues.

## Définition
D'une manière générale, un composé organique est défini comme tout composé contenant du carbone, mais certains en sont exclus pour des raisons historiques. Avant 1828, les chimistes pensaient que les composés organiques et inorganiques étaient fondamentalement différents, les premiers nécessitant une force vitale qui ne pouvait provenir que des organismes vivants. Et lorsque le chimiste Friedrich Wöhler a synthétisé de l'urée en chauffant une substance inorganique — du cyanate d'ammonium —, il a été démontré que les composés organiques pouvaient également être créés par un processus inorganique. Toutefois, les composés carbonés déjà classés comme inorganiques n'ont pas été reclassés. Il s'agit notamment des carbures, des oxydes simples tels que le monoxyde de carbone (CO) et le dioxyde de carbone (CO2), des carbonates, des cyanures et des minéraux de carbone élémentaire tels que le graphite et le diamant (C),.
Les minéraux organiques sont rares et difficiles à trouver, formant souvent des croûtes sur les fractures,. Les premières descriptions de minéraux organiques concernent la mellite en 1793, l'humboldtine en 1821 et l'idrialite en 1832,.

## Classification
Dans la 10e édition de la classification Nickel-Strunz, les minéraux organiques forment une des dix principales classes de minéraux. La classe est divisée en trois sous-classes : les sels d'acides organiques, les hydrocarbures et divers minéraux organiques.

### Hydrocarbures

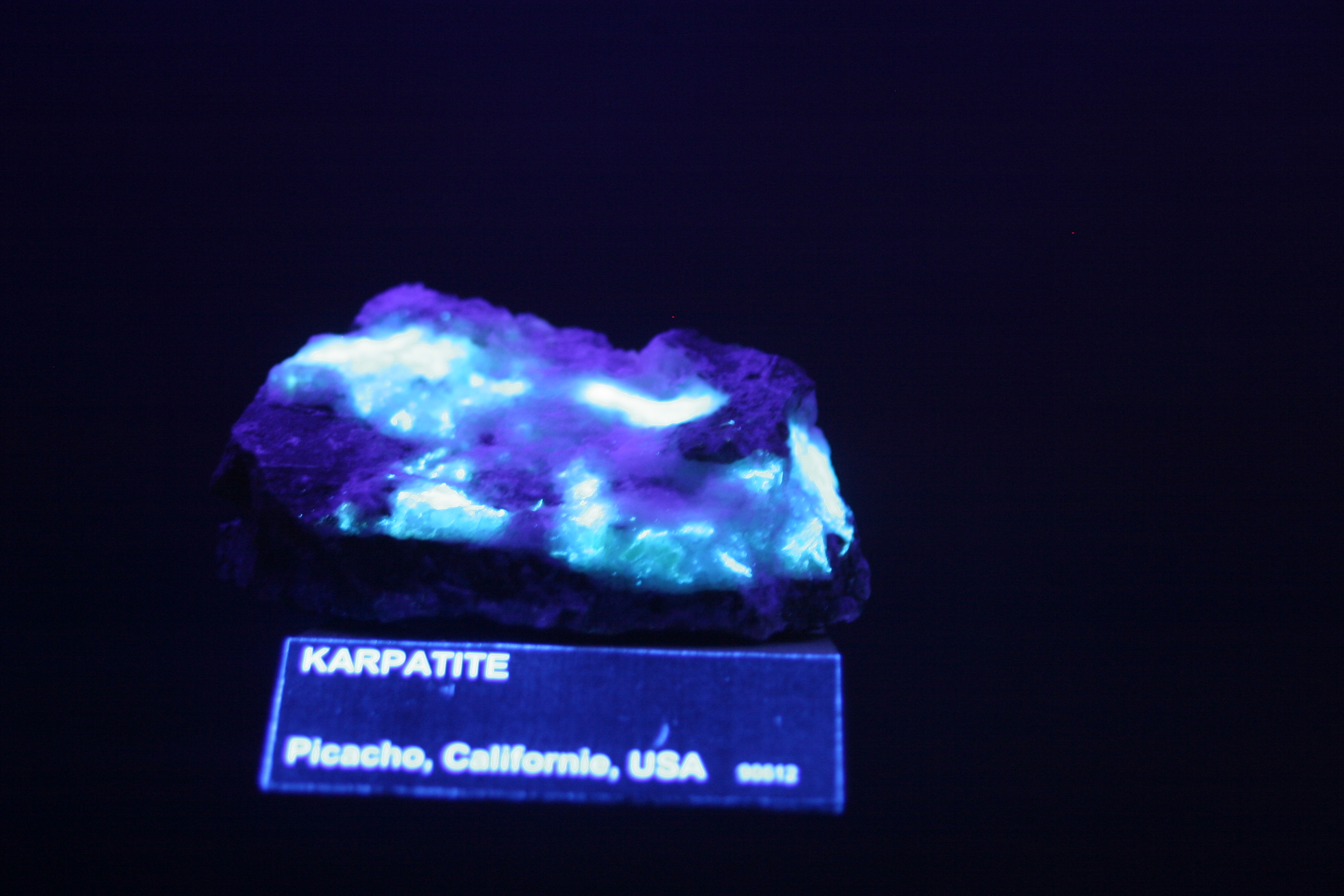
Fluorescence bleue dans un minéral carpathite sous lumière ultraviolette.

Comme leur nom l'indique, les minéraux d'hydrocarbures sont entièrement composés de carbone et d'hydrogène. Certains ont des formes inorganiques de composés d'hydrocarbures aromatiques polycycliques (HAP) comme la carpathite (karpatite ou pendletonite) un minéral rare fait de coronène presque pur. La carpathite se dépose sous forme de flocons jaune pâle dans des fissures entre la diorite (une roche ignée) et l'argilite (une roche sédimentaire) ; il est prisé pour sa belle fluorescence bleue sous la lumière ultraviolette. Parmi d'autres exemples le composé HAP fluorène a sa forme minéralisée : la kratochvilite ; et le composé anthracène, la ravatite,,. D'autres minéraux sont des mélanges de plusieurs composés HAP : la curtisite contient du dibenzofluor, du picène et du chrysène, tandis que les composants les plus courants de l'idrialite sont les tribenzofluorènes. Une théorie concernant leur formation propose le scénario de l'enfouissement des composés HAP jusqu'à ce qu'ils atteignent une température pyrolytique, suivi d'un transport hydrothermal vers la surface, au cours duquel la composition des minéraux qui précipitent dépend de la température.

### Sels d'acides organiques
Un sel d'un acide organique est un composé chimique dans lequel un acide organique est combiné avec une base C2O2-4. Le groupe le plus important de. ceux-ci, celui des oxalates, se combine avec des cations. Une grande partie est liée à des molécules d'eau ; comme la weddellite, la whewellite et la zhemchuzhnikovite. Les oxalates sont souvent associés à des types de matériaux biologiques fossilisés particuliers, par exemple la weddellite avec des cactus ; oxammite avec du guano et des coquilles d'œufs d'oiseaux ; la glushinskite à du lichen ; la humboldtine, la stepanovite et la whewellite avec de la litière de feuilles et du charbon. Là où des matières végétales telles que des racines d'arbres interagissent avec des corps minéralisés, on peut trouver des oxalates avec des métaux de transition (moolooite, wheatleyite).
D'autres sels organiques trouvent une forme minérale comme les sels de formiate (HCOO-) avec la formicaïte et la dashkovaïte ; et les sels d'acétate (CH3COO-) avec l'acétamide et la calclacite. La joanneumite est le premier minéral isocyanurate officiellement reconnu.

### Divers
Certains minéraux organiques n'entrent pas dans les catégories ci-dessus, comme la porphyrine de nickel (NIC31H32N4), étroitement apparenté à des molécules biologiques telles que l'hème (une porphyrine avec du fer comme cation) et la chlorophylle (avec un cation de magnésium). Ces minéraux ne se forment pas dans les systèmes biologiques mais plutôt à la surface des fractures dans les schistes bitumineux. L'urée dérivée du guano de chauve-souris et de l'urine est également présente sous forme minérale dans des conditions très arides. Dans les classifications Dana et Strunz, l'ambre est considéré comme un minéral organique, ce qui n'est pas approuvée par l'IMA. D'autres sources l'appellent un minéraloïde car il n'a pas de structure cristalline.

## Carbon Mineral Challenge
En 2016, l'Association internationale de minéralogie (IMA) reconnait dix minéraux d'hydrocarbures, dix minéraux organiques divers, 21 oxalates et plus de 24 autres sels d'acides organiques,. Cependant, Robert Hazen et ses collègues ayant analysé les espèces connues de minéraux contenant du carbone à l'aide d'une technique statistique appelée modèle du grand nombre d'événements rares (LNRE), prédisent qu'au moins 145 de ces minéraux n'ont pas encore été découverts. De nombreux minéraux organiques non découverts pourraient être liés à des espèces connues par diverses substitutions de cations. Hazen et al. prédisent qu'au moins trois autres cristaux de hydrocarbures aromatiques polycycliques (pyrène, chrysène et tétracène) devraient avoir une forme minérale. Il existe 72 oxalates synthétiques connus, mais certains pourraient être présents dans la nature, en particulier à proximité d'organismes fossiles. Pour encourager la découverte de plus de minéraux carbonés, le Deep Carbon Observatory a lancé une initiative connue sous le nom de Carbon Mineral Challenge.